# Gadara (Umm Qais)

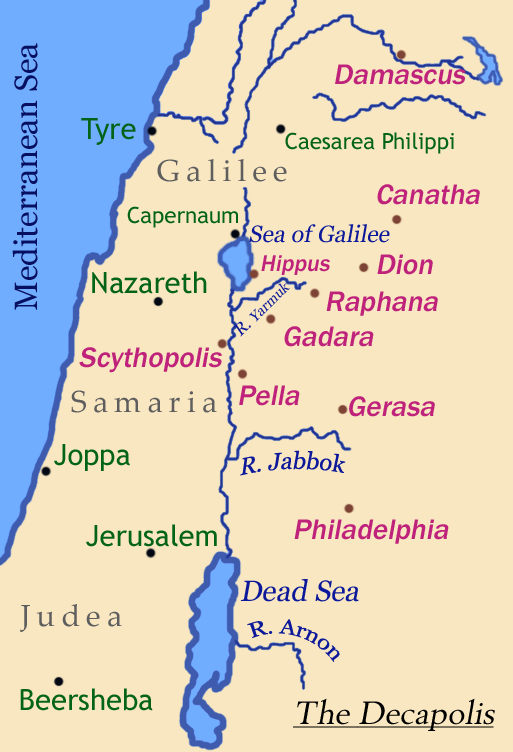
Gadara in der Dekapolis

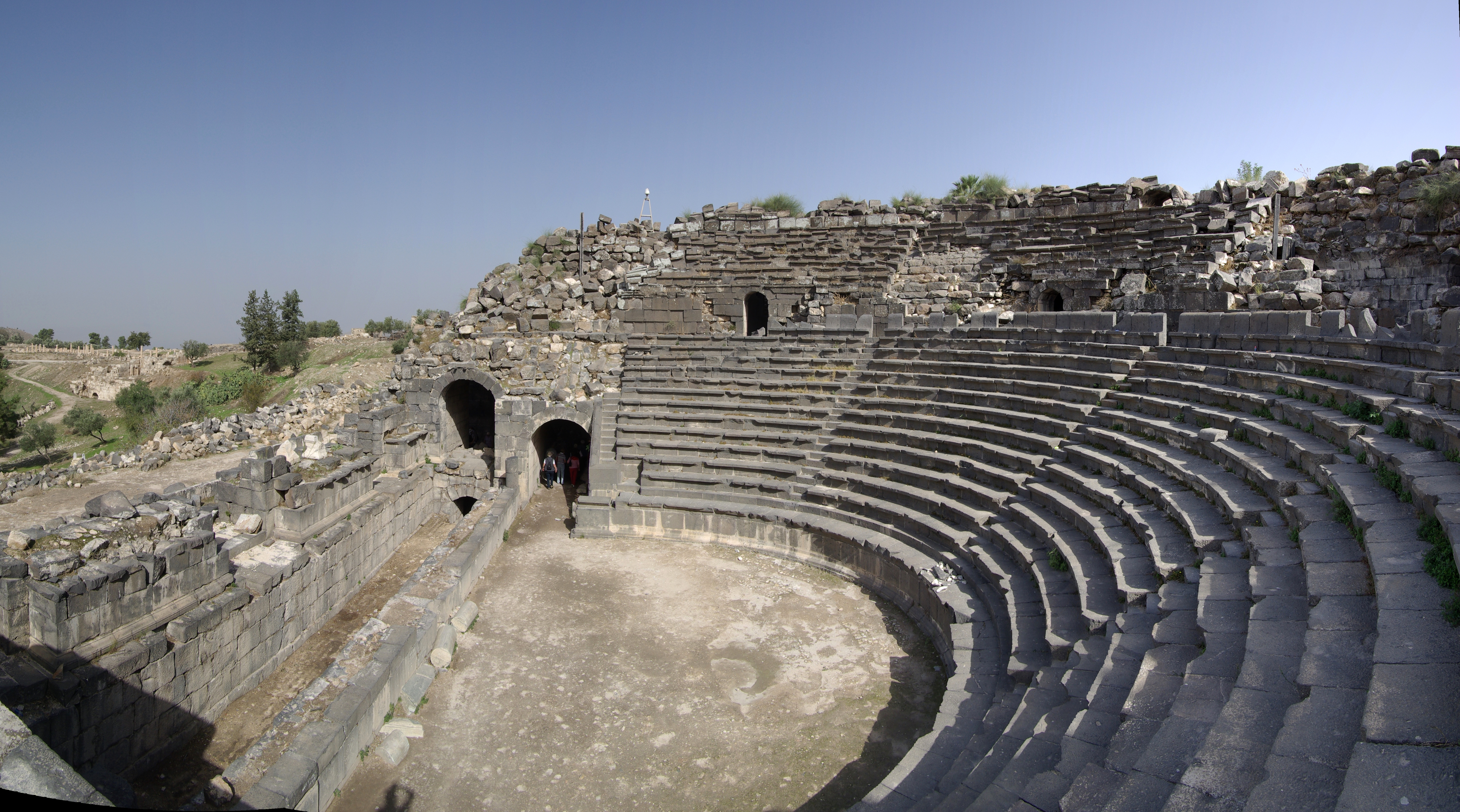
Westtheater

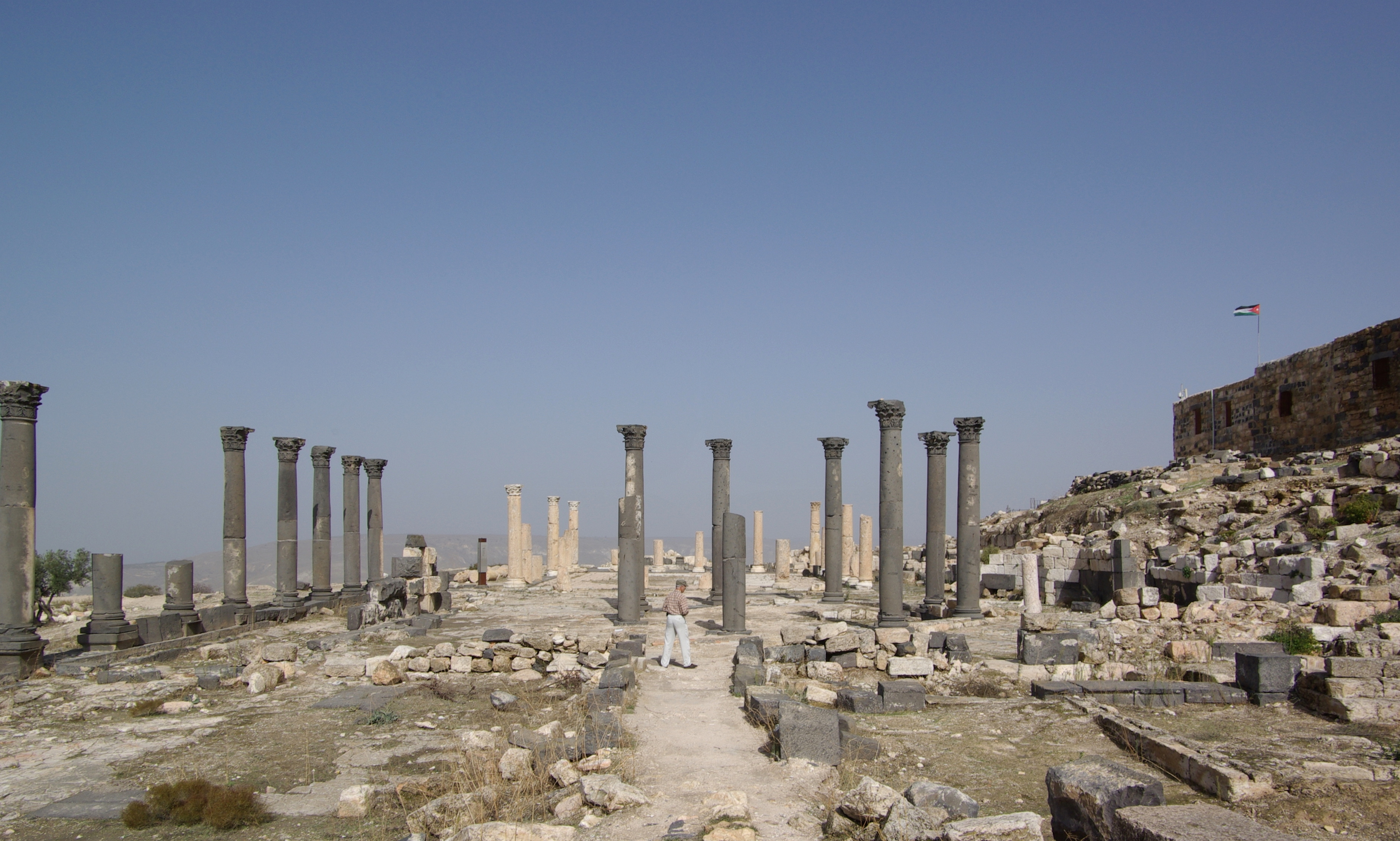
Säulen der oktogonalen Kirche auf der Kirchenterrasse

Gadara war eine griechisch-römische Stadt, die zu den Städten der Dekapolis gehörte. Der heutige Ruinenort in Jordanien liegt auf einem Hochplateau nahe der Kleinstadt Umm Qais östlich des Jordan, etwa zehn Kilometer Luftlinie südöstlich des Südendes des Sees Genezareth, der von der Stadt aus sichtbar ist. Unweit der ausgedehnten antiken Ruinen fließt der Jarmuk.

## Lage und Name der Stadt
Der Name Gadara leitet sich vom semitischen *gdr („Terrasse, Stützmauer“) her. Obwohl die Siedlungskontinuität gegen Ende der Abbasidenzeit abbrach und vor Ort keinerlei inschriftliche Belege für den Namen vorhanden sind, lässt sich die antike Stadt aufgrund der Angaben literarischer Quellen und des numismatischen Befundes eindeutig mit den Ruinen nahe dem modernen Umm Qais identifizieren.
Die Stadt befand sich am östlichen Rand des Jordangrabens und damit an strategisch günstiger Position zwischen dem griechisch-römisch beeinflussten Bereich der Mittelmeerküste und der durch die Aramäer und Araber geprägten Wüstenlandschaft. Entsprechend war sie ein bedeutender Stützpunkt des Fernhandels und von großer kultureller Vielfalt geprägt.

## Geschichte
Nach der Eroberung der Region durch Alexander den Großen im Jahr 333 v. Chr. war Gadara im 3. Jahrhundert vermutlich eine ptolemäische Festung, bis sie durch den Seleukidenkönig Antiochos III. gegen 200 v. Chr. eingenommen wurde. Fortan hieß der Ort Seleukeia Gadara und wurde stark befestigt. Der bedeutendste Sohn der vorwiegend von Griechen bewohnten Stadt war der Satiriker Menippos, ferner stammte auch der Philosoph und Dichter Philodemos aus Gadara. Hundert Jahre später wurde die Siedlung vom Hasmonäer Alexander Jannäus ein weiteres Mal geplündert. Pompeius eroberte die Stadt für das Römische Reich im Jahr 64 v. Chr. Sie wurde Teil der Dekapolis. Zeitweise unterstand Gadara Herodes, nach seinem Tod im Jahr 4 v. Chr. wurde es Teil der römischen Provinz Syria, später der Provinz Arabia Petraea. Jesus von Nazaret soll laut dem Evangelium nach Matthäus bei einem Besuch in der Stadt einen Dämon ausgetrieben haben. Als römische Stadt kam Gadara zu erheblicher Bedeutung. Unter Kaiser Hadrian wurde eine über 170 km lange Fernwasserleitung errichtet, das Gadara-Aquädukt.
In der Spätantike wurde die Stadt christlich und blieb wohlhabend, bis sie nach der unweit von Gadara geschlagenen Schlacht am Jarmuk im Jahr 636 unter arabischen Einfluss geriet. Im 7. und 8. Jahrhundert wurde Gadara von schweren Erdbeben zerstört. Aufgrund von Münzfunden wird eine Besiedlung bis in das 13. Jahrhundert angenommen. Das neuzeitliche Dorf Umm Qais, das sich direkt auf dem Areal der antiken Stadt befand und dessen Wohnbauten überwiegend aus der zweiten Hälfte des 19. Jahrhunderts stammen, wurde ab Ende der 1980er Jahre durch die jordanische Regierung zum Antikengelände erklärt und die Einwohnerschaft umgesiedelt. Die heutige Kleinstadt Umm Qais befindet sich östlich des antiken Stadtgeländes und des verlassenen neuzeitlichen Dorfes.

## Bauten
Bekannt ist die Stadt für zwei Theater. Das sogenannte Nordtheater bot Platz für 6000 Besucher; von ihm ist heute wenig Bausubstanz erhalten. Das im 2. Jahrhundert gebaute Westtheater liegt in den Westabhang der Akropolis eingebettet. Seine Sitzstufen bieten ungefähr 3000 Zuschauern Platz und bestehen – wie auch die halbkreisförmige Orchestra – vollständig aus Basalt. Der Zuschauerraum besteht aus drei Stockwerken, die jeweils in keilförmige Sitzabteilungen aufgeteilt sind. Vom ursprünglichen Bühnengebäude, das einst die Sicht auf die umliegende Landschaft verdeckte, ist nur wenig erhalten geblieben. In der Antike dienten die Theater nicht nur der Aufführung von Schauspielen, sondern auch der Veranstaltung religiöser und politischer Feste. Das Westtheater wurde im 8. Jahrhundert durch ein Erdbeben teilweise zerstört.
Das Datum einer Inschrift unter dem arabischen Herrscher Muʿāwiya I. zur Erneuerung der Bäder im nördlich von Gadara gelegenen Hammat Gader (heute: el-Hammeh) aus dem Jahr 663 wird dort auf drei Weisen angegeben: in Bezug auf das byzantinische Steuerjahr (Indiktion), in Bezug auf die lokale städtische Zeitrechnung und „gemäß den Arabern“. Dabei handelt es sich um den ersten Beleg für die bis heute in der islamischen Welt verwendete Hidschrī-Jahreszählung, deren Ausgangspunkt 622 sich auf diese Weise berechnen lässt.

## Forschungsgeschichte
Der deutsche Arzt und Naturforscher Ulrich Jasper Seetzen besuchte auf seiner Orientreise am 23. Februar 1806 Umm Qais, in seiner Reisebeschreibung schilderte er die dortigen Ruinen und setzte sie bereits mit dem antiken Gadara gleich. Johann Ludwig Burckhardt, der als zweiter Europäer am 5. Mai 1812 die Stadt betrat, setzte sie mit Gamala gleich, seine Ansicht konnte sich aber nicht durchsetzen. Nachdem zahlreiche Gelehrte die Ruinen bereist und zahlreiche heute verlorene Befunde beschrieben hatten, begann eine erste wissenschaftliche Erforschung ab 1886 durch Gottlieb Schumacher mit der topographischen Erfassung des Geländes und einer Bestandsaufnahme der noch sichtbaren Bauten.
In den folgenden Jahrzehnten fanden vereinzelt Begehungen und kleinere Ausgrabungen in der Stadt Gadara und den umliegenden Siedlungen statt. 1972 kaufte die jordanische Antikenabteilung das antike Stadtgelände aus privater Hand und ermöglichte damit umfangreichere Grabungen. Diese erfolgten ab 1976 durch das Deutsche Evangelische Institut für Altertumswissenschaft des Heiligen Landes, woraus schließlich das Gadara Region Project erwuchs. Hinzu kommen verschiedene Einzeluntersuchungen anderer Forscher und Teams, unter anderem des Liebieghauses und des Deutschen Archäologischen Instituts. Eine erste zusammenfassende Darstellung des literarischen, inschriftlichen und archäologischen Quellenbefundes stellt die 2002 veröffentlichte Habilitationsschrift von Thomas Maria Weber dar.

## Heutige archäologische Forschungen
Bei Grabungen seit 1974 im Auftrag des Deutschen Evangelischen Instituts für Altertumswissenschaft des Heiligen Landes wurde eine oströmische Zentralkirche freigelegt. Bald darauf begann eine bis heute andauernde fruchtbare Kooperation zwischen diesem Institut und dem Deutschen Archäologischen Institut bei der Erforschung des antiken Ortes und seines Hinterlandes. Von  1987 bis 2001 leitete Adolf Hoffmann die Ausgrabungen für das DAI in Gadara. Kooperationspartner waren auch die Staatlichen Museen zu Berlin, die von 1991 bis 2005 durch den Archäologen Günther Schauerte vertreten wurden. 2001 übernahm Claudia Bührig vom DAI die Leitung der Feldforschungen in Gadara. Seit 2010 führt sie zudem den Gadara-Umm Qays-Hinterland-Survey durch.
Seit 2001 erforscht das Gadara Region Project das Umfeld Gadaras, insbesondere die Vorgängersiedlung Gadaras und gleichzeitig deren Nachfolger als regionales Zentrum – den über 5000 Jahre besiedelten Tall Zira'a.